# 劉震寰
劉 震寰（りゅう しんかん）は、清末、中華民国の軍人、政治家。広西派（桂系）の指導者の1人だが、陸栄廷らの旧広西派とも、李宗仁らの新広西派とも言い難い人物である（ただし、活動時期は旧広西派に該当する）。また、初期の中国国民党（以下、国民党とする）を支えた軍指揮官の1人でもある。旧名は瑞廷。字は顕臣。

## 事跡

### 清末から二次革命まで
柳州の大地主の家庭に生まれた。1906年（光緒32年）、馬邑両等小学堂高級班に入学する。1909年（宣統元年）、桂林の広西優級師範学堂に入学した。在学中に革命活動に憧れ、宣統3年（1911年）に広州へ移り、堂叔（父方の従兄弟で父より年少の者）の劉古香の紹介で中国同盟会（以下、同盟会とする）に加入した。その後、故郷の柳州に戻る。自家の財産を売って革命活動経費とし、沈鴻英などの匪賊と秘密裏の組織を築いたりした。
同年10月に武昌起義が発生すると、劉震寰は同盟会柳州支部長王冠三や沈鴻英と共に呼応して蜂起する。11月には柳州の独立を宣言して、劉は民軍支隊司令に推戴された。1912年（民国元年）元旦に、劉古香が柳州に戻って右江軍政分府総長兼統領となり、劉震寰は幇統として民軍の編制・訓練を司った。2月、陸栄廷が広西都督に就任すると、劉古香は広西陸軍第5統領として柳州に駐屯し、劉震寰は第5統領部幇統となった。
1913年（民国2年）、二次革命（第二革命）が勃発すると、劉震寰は即座の挙兵を主張する。しかし、劉古香は躊躇して決断できなかった。そこで劉震寰は強硬措置をとって劉古香を駆逐し、9月12日に二次革命に呼応して挙兵した。ところが、その2日後に腹心と恃んでいた沈鴻英が劉震寰に叛逆してしまう。万事休した劉震寰は、香港へ逃亡し、さらに出国して南洋で革命派の活動を続けた。

### 孫文への帰服、陳炯明撃破
1916年（民国5年）3月15日、陸栄廷が護国戦争（第三革命）に呼応して反袁世凱と独立を宣言する。劉震寰は南寧の留守を預かる陳炳焜の招聘を受けて広西省に戻り、遊撃副司令兼営長に任命された。1918年（民国7年）2月、部隊を率いて元広東督軍竜済光の討伐に参加した。また、広西省内の匪賊討伐に従事している。
1921年（民国10年）、陸栄廷は一度喪失した広東を再び奪還しようと準備していたが、孫文（孫中山）は陳炯明に命じて広西省の陸へ先制攻撃を仕掛けた（「援桂」）。この時、劉震寰は梧州近辺に駐屯していたが、密かに陳軍に通じ、寝返って陸を攻撃した。劉は広西軍第1師師長に任命され、陸を撃破して、その残軍を吸収した。しかし、陳軍は広西省内で暴虐な行動に出たため、それを引き入れた劉の広西省内での評判は下落してしまう。
同年9月、劉震寰は広西清郷督弁に任命され、陸栄廷の残党を掃討した。まもなく孫文が桂林で大本営を設置し、北伐を計画したが、劉はこれに従わなかった。そして雲南の唐継尭と連合して、その雲南省帰還を援助する挙に出ている。
1922年（民国11年）6月、陳炯明が孫文と決裂すると、孫は桂軍（広西派）の劉震寰・沈鴻英、滇軍（雲南派）の楊希閔・范石生らを味方に引き込んだ。同年12月、劉は中央直轄桂軍第1路総司令に任命され、1923年（民国12年）1月、広州へ進撃して陳炯明を撃破した。これにより劉は、孫文から広州衛戍司令に任命された。4月、沈鴻英が孫文に叛逆したが、劉、楊らは反撃してこれを破った。

### 国民党からの除名
しかし、劉震寰の桂軍は軍紀が弛緩していたため評判が悪く、孫文も不満を抱いた。その結果、孫は新桂系の李宗仁・白崇禧・黄紹竑を支持し、これらに広西省を委ねようとした。劉はこれに対抗しようと、1925年（民国14年）から、雲南の唐継尭と共謀し、広西省を挟撃してこれを奪おうと図った。しかし大元帥府はこの動きを察知し、広東軍第1師師長李済深の軍が劉の動きを封じた。雲南軍は広西省に進攻したが、新桂系軍に大敗して退却し、計画は失敗に終わる。
孫文死後の1925年（民国14年）5月、唐継尭、陳炯明、段祺瑞や香港総督など、反国民党勢力の支援を受けつつ、劉震寰は楊希閔とともに香港で反乱を計画し、広州で実行に移した。しかし、許崇智軍や黄埔軍官学校学生軍の反撃に遭って敗北し、劉と楊は香港へ逃走した。国民党を除名された劉はその後も再起を図ったが、ことごとく失敗した。

### 除名後
1932年（民国21年）、劉震寰は雲南へ遷り、雲南省政府主席竜雲から省政府顧問として招聘された。その後、国防委員会委員、さらには中ソ友協分会会長をつとめた。この際に、劉は中国共産党や民主党派と秘密裏に交流し、竜雲とこれらの勢力とのパイプ構築に尽力している。
1945年（民国34年）10月、竜雲が蔣介石と対立して失脚すると、劉震寰は香港へ逃れた。国共内戦後は、香港で顧孟余、左舜生らと第三勢力を標榜した。
1972年、香港で死去。享年83。